# Hadong-eup
Hadong-eup (koreanska: 하동읍) är en köping i kommunen Hadong-gun i  provinsen Södra Gyeongsang i den södra delen av Sydkorea, 280 km söder om huvudstaden Seoul. Hadong-eup är den största orten tillika den administrativa huvudorten i kommunen Hadong-gun.